# 番町政策研究所
番町政策研究所是日本自民党内主要派系之一，日本历史上有两位首相（三木武夫和海部俊树）出自番町政策研究所。

## 历史
1956年日本自民党建立之初即存在，当时由三木武夫领导，故称为三木派。1980年改由河本敏夫领导，改称河本派。1995年5月，更名為番町政策研究所，取自事務局所在地東京都千代田區的番町。河本敏夫引退后称旧河本派，一直到2001年河本敏夫去世后才选出新会长高村正彦，改称高村派。2012年由大島理森接任會長。该派一直是自民党内势力较弱的派系，只有在主要大派发生矛盾，需要折衷人选时才有机会由该派成员出任首相。2015年大島理森出任眾議院議長，山東昭子接任會長，是自民黨史上首位女性派閥領袖。
2017年7月3日，山東派與自民黨內的為公會（麻生派）和以佐藤勉為首的政策集團合併成新會派志公會，成為自民黨內的第二大派系，僅次於由安倍晉三擔任會長的清和會。